# كارولين مالون
كارولين مالون (بالإنجليزية: Caroline Malone)‏ هي عالمة الإنسان بريطانية، ولدت في 10 أكتوبر 1957.